# VW Scirocco II
Der VW Scirocco II ist ein auf der Plattform des VW Golf I gebautes Sportcoupé. Er löste am 15. Mai 1981 den Scirocco I ab. Auch der neue Scirocco II (VW-interne Bezeichnung Typ 53B) basierte auf dem Golf I.

## Modellgeschichte

### Allgemeines
Bereits Mitte der 1970er-Jahre wurde mit den Entwürfen für den Scirocco der zweiten Generation begonnen. Zwei Grundforderungen waren einzuhalten, nämlich strömungsgünstigere Karosserie sowie mehr Platz für Insassen und Gepäck.
Das Produkt-Strategie-Komitee (PSK) des VW-Werkes diskutierte im Februar 1976 über den Nachfolger, der zum Frühjahr 1981 eingeführt werden sollte. Neben einer Neugestaltung der Karosserie waren im Anforderungsprofil eine neue Armaturentafel, größere Kopffreiheit vorn und hinten, Verringerung des Auftriebswertes und Cw-Wertes und eine Vergrößerung des Kofferraumes vorgegeben. Aufgrund von Windkanalstudien erhielt der Scirocco II weicher fließende Linien anstelle der Kanten und scharfen Konturen des Scirocco I, eine stärker betonte Keilform mit sehr flach gehaltener Front und hoch angesetztem Heckabschluss sowie zusätzlich einem Spoiler (für erhöhten Abtrieb und saubere Heckscheiben).
Auch Giugiaro machte einen weiteren Entwurf, doch im Sommer 1977 fiel die Entscheidung für den Entwurf der eigenen Design-Abteilung. Die Form mit durchgehender horizontaler Gürtellinie bot trotz geräumigerer Karosserie einen gesenkten Luftwiderstandsbeiwert. Der Scirocco II erhielt das Fahrwerk und die bewährte und laufend weiterentwickelte Antriebstechnik des Vorgängers; Fahrleistungen, Fahrverhalten und Verbrauch blieben auf weitgehend gleichem Niveau.
Im September 1977 wurden Mitgliedern der PSK die ersten Stylingmodelle des intern als EA 491 (Entwicklungsauftrag) bezeichneten Wagens präsentiert. Neben einem Entwurf von Giugiaro, der die ursprüngliche, markante Linienführung des Vorgängers übernahm, kam auch eine Studie der hauseigenen Designabteilung zur Diskussion. Das PSK entschied sich für den VW-Entwurf, der die Forderung der Marketingabteilung nach einer „eher etwas gemäßigten Härte in der Linienführung“ besser darstellte: Das Heck war deutlich höher und die Heckscheibe mehr nach unten gezogen. Damit erreichte er einen um fast zehn Prozent geringeren Cw-Wert von 0,38 (Scirocco I: 0,42), für 1981 eine durchschnittliche Leistung im Automobilbau; der ein Jahr später präsentierte Audi 100 hatte einen Cw-Wert von 0,30.
Die Forderung nach besseren Platzverhältnissen betreffend, wurden ebenfalls gute, aber keine herausragenden Fortschritte erzielt. Die Kopffreiheit im Fond verbesserte sich, und das Kofferraumvolumen wuchs um 74 Liter auf 414 Liter – abhängig von der Messmethode sollen nach umgelegter Rückbank 920 bis 1196 Liter zur Verfügung gestanden haben. Der Auftrieb an der Hinterachse sei um 60 Prozent verringert worden.

### Vorstellung
Das Serienfahrzeug wurde Anfang März 1981 auf dem Genfer Auto-Salon vorgestellt, und ab dem 16. März 1981 standen an der Côte d’Azur der Presse die ersten Fahrzeuge für Testfahrten zur Verfügung. Die VAG-Händler erhielten die Wagen ab Mitte Mai 1981. Im Juni 1981 warben fünf Anzeigenkampagnen für das neue Modell mit dem Slogan: „Der neue Scirocco. Aufregend vernünftig.“
Nachdem die Standardausführung beim Scirocco I wenig gefragt geblieben war, war als Einstiegsmodell die besser ausgestattete L-Version zu einem Preis von 13.660 DM geplant (1981 betrug der Preis des günstigsten Modells mit dem 44-kW-/60-PS-Motor 16.755 DM). Im November 1978 wurde im Lastenheft I eine Erhöhung der geplanten Absatzzahlen von 472.000 auf 515.000 Wagen über die gesamte Bauzeit festgelegt.
Das Fahrwerk und damit auch der Radstand wurden vom Scirocco I übernommen. Der Scirocco II war aber trotzdem innen geräumiger, durch Wölbung der Karosserieaußenflächen und Einbuchtung der inneren Verkleidungen ergab sich mehr Platz für die Ellenbogen, mehr Kopffreiheit, speziell hinten, und dank 16,5 cm mehr Wagenlänge auch mehr Gepäckraum. Der Scirocco II war eines der ersten Autos, bei denen auf eine konventionelle Regenrinne verzichtet wurde. Die ersten Modelle (1981/82) hatten unter anderem noch den Einarmwischer des Vorgängermodells. Mit den bekannten Motoren (1,3 l/44 kW [60 PS], 1,5 l/51 kW [70 PS], 1,6 l/63 kW [85 PS] und dem 1,6-l-Einspritzer mit 81 kW [110 PS]) kam er im Frühjahr 1981 auf den Markt.
Der Absatz blieb jedoch hinter den Erwartungen zurück: 1981 wurden weltweit 51.938 Wagen verkauft, 25 Prozent unterhalb des Sollwertes. Über 20 Prozent der Kundschaft waren weiblich, was damals ein überdurchschnittlicher Wert war. Im Jahr 1982 waren es 48.000 Wagen und die Produktion wurde daher um 20 Fahrzeuge auf 260 täglich gekürzt. Marktforschungen im Frühjahr 1982 zeigten, dass 60 Prozent der Befragten, unter anderem durch das Fehlen eines günstigen Grundmodells, den Wagen als zu teuer empfanden – ein Scirocco GTi des neuen Modells kostete über 17 Prozent (3.300 DM) mehr als der Vorgänger.
Der Scirocco GTI mit 81-kW-Motor (110 PS) erreichte nun eine Höchstgeschwindigkeit von 191 km/h (Vorgänger: 185 km/h). Die Beschleunigung von 0 auf 100 km/h verschlechterte sich wegen des 95 kg höheren Gewichtes von 8,8 Sekunden auf 9,1 Sekunden.

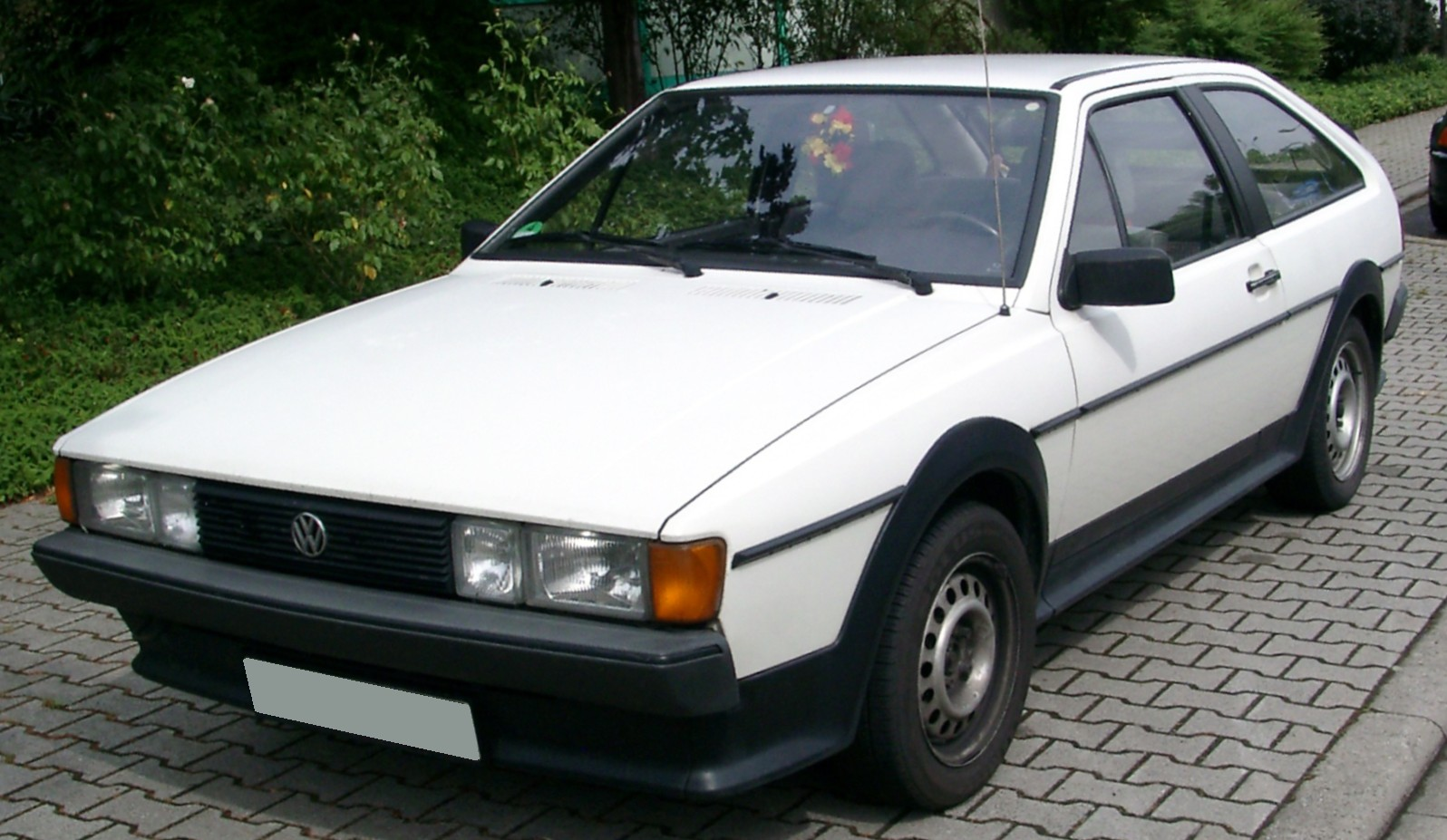
VW Scirocco (1981–1992)
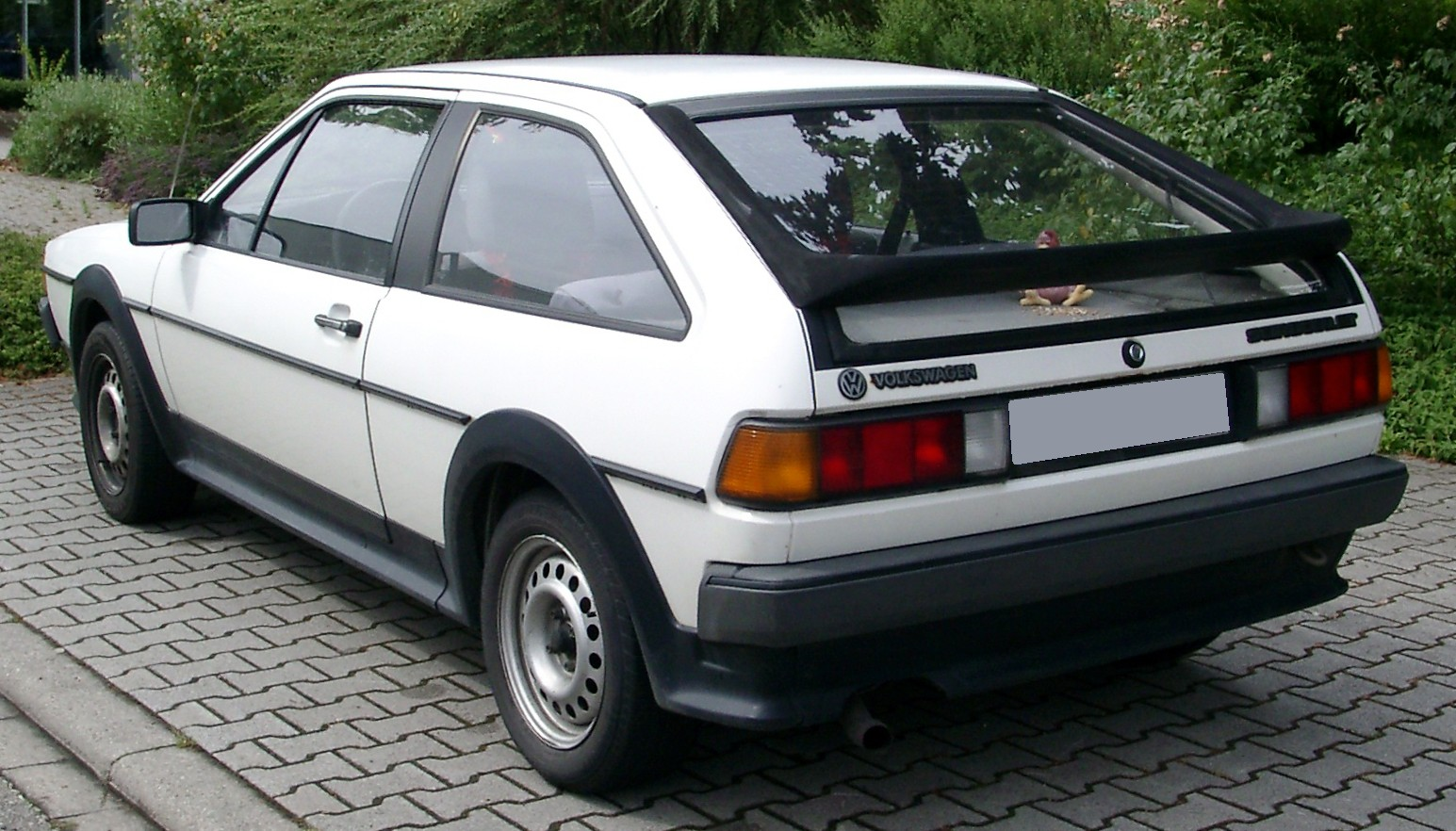
VW Scirocco (1981–1992), Heckansicht
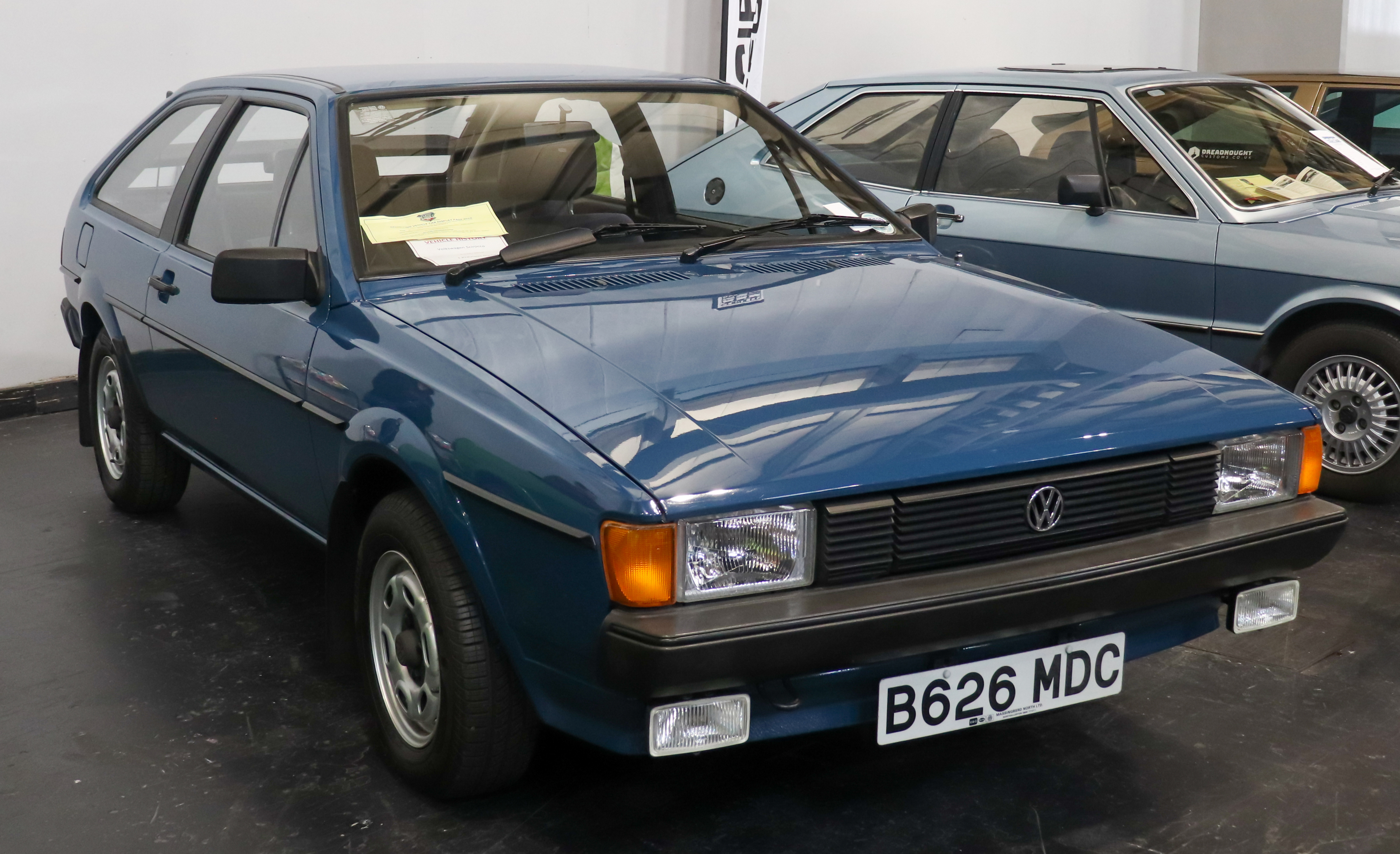
Volkswagen Scirocco GT Automatic, Rechtslenker
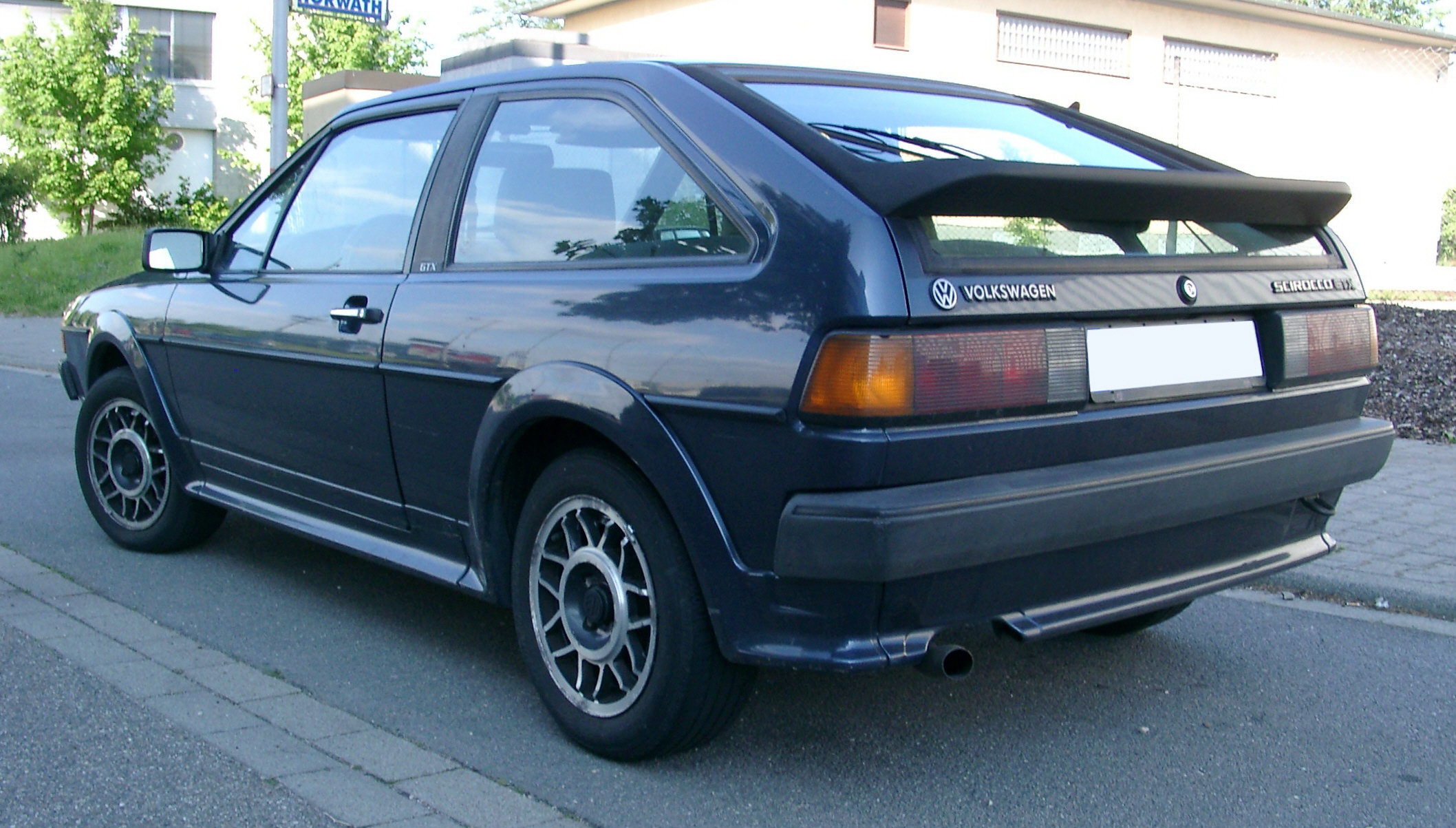
VW Scirocco GTX (1984–1989)
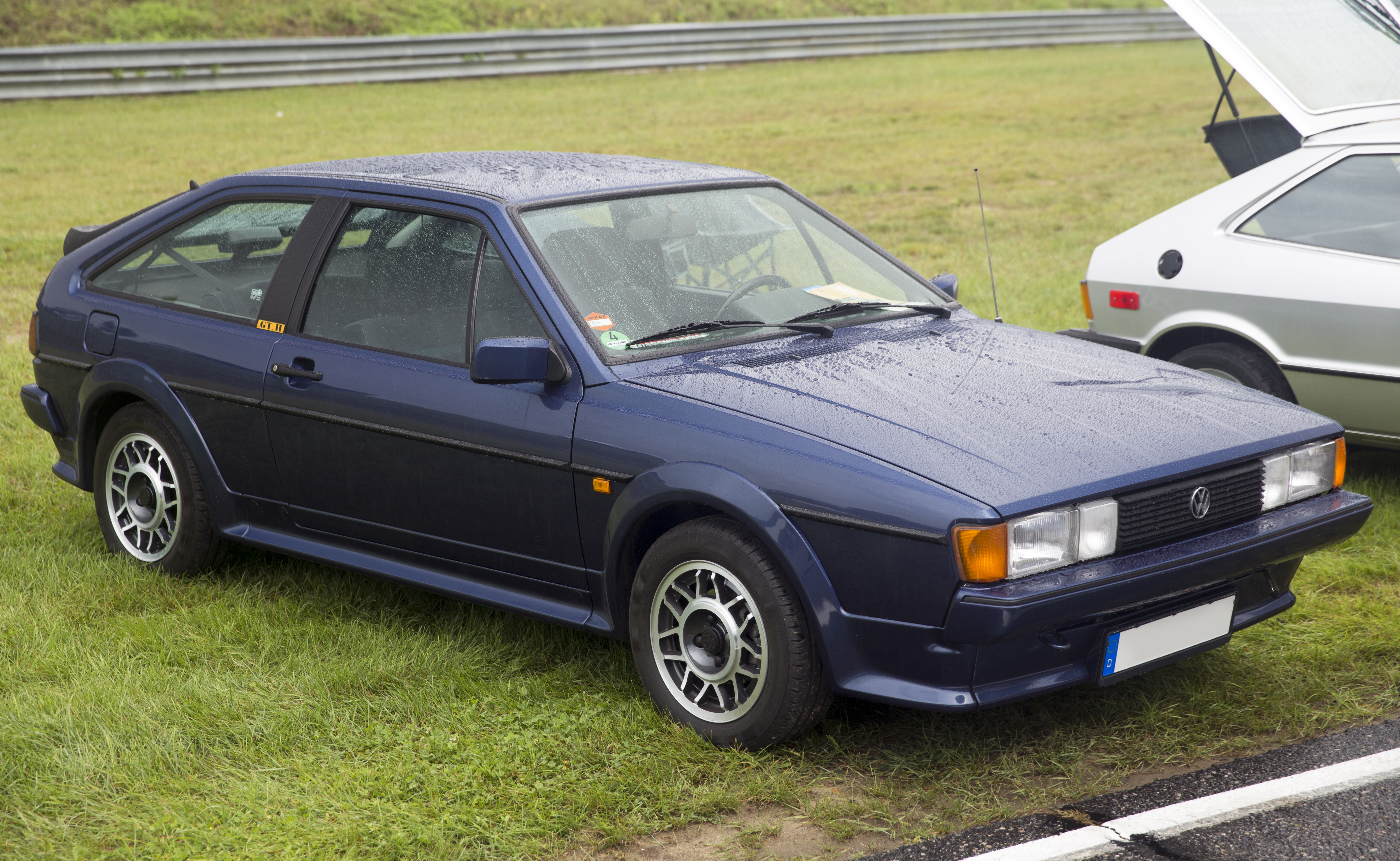
1993 Volkswagen Scirocco GT II
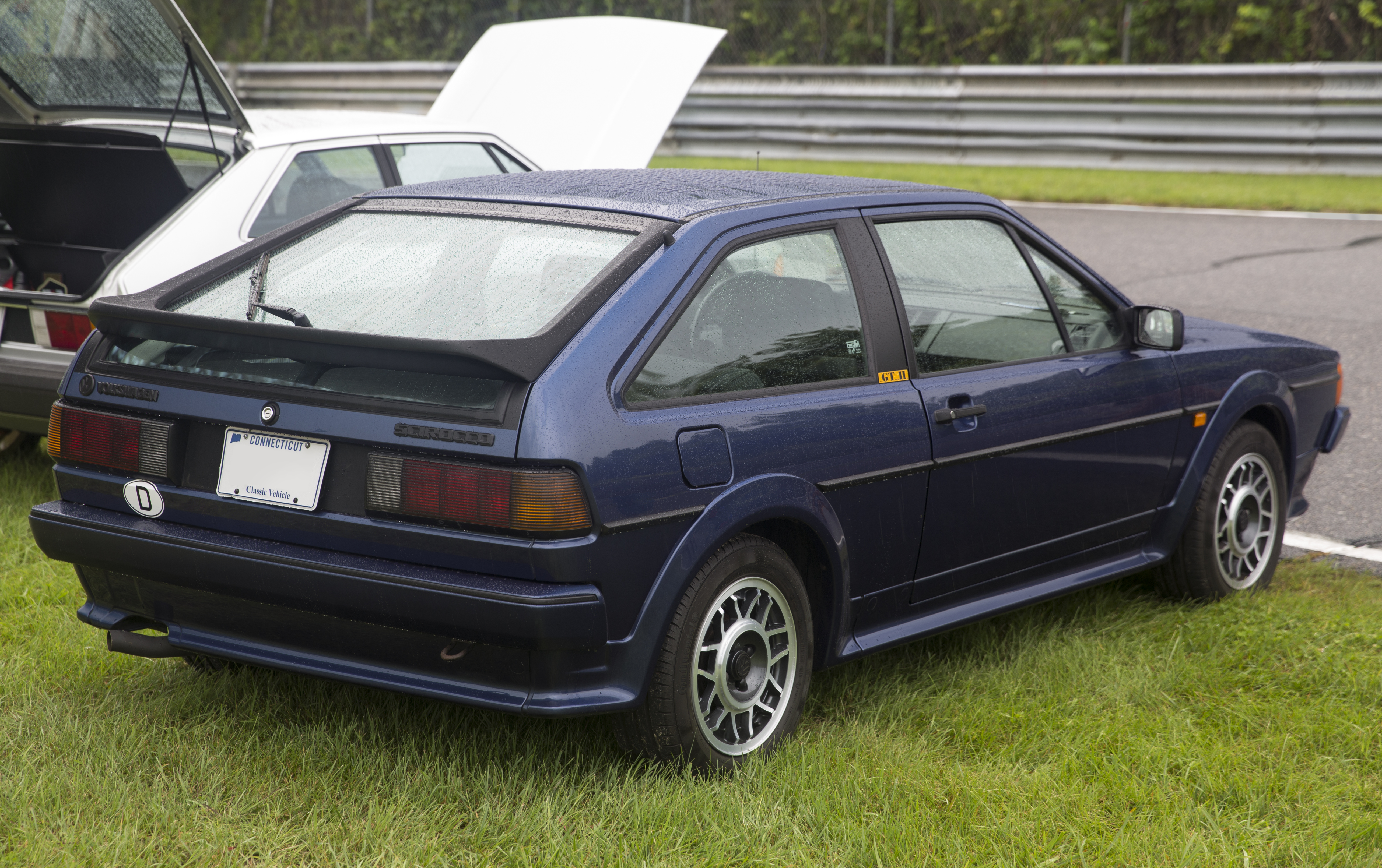
1993 Volkswagen Scirocco GT II, Heckansicht
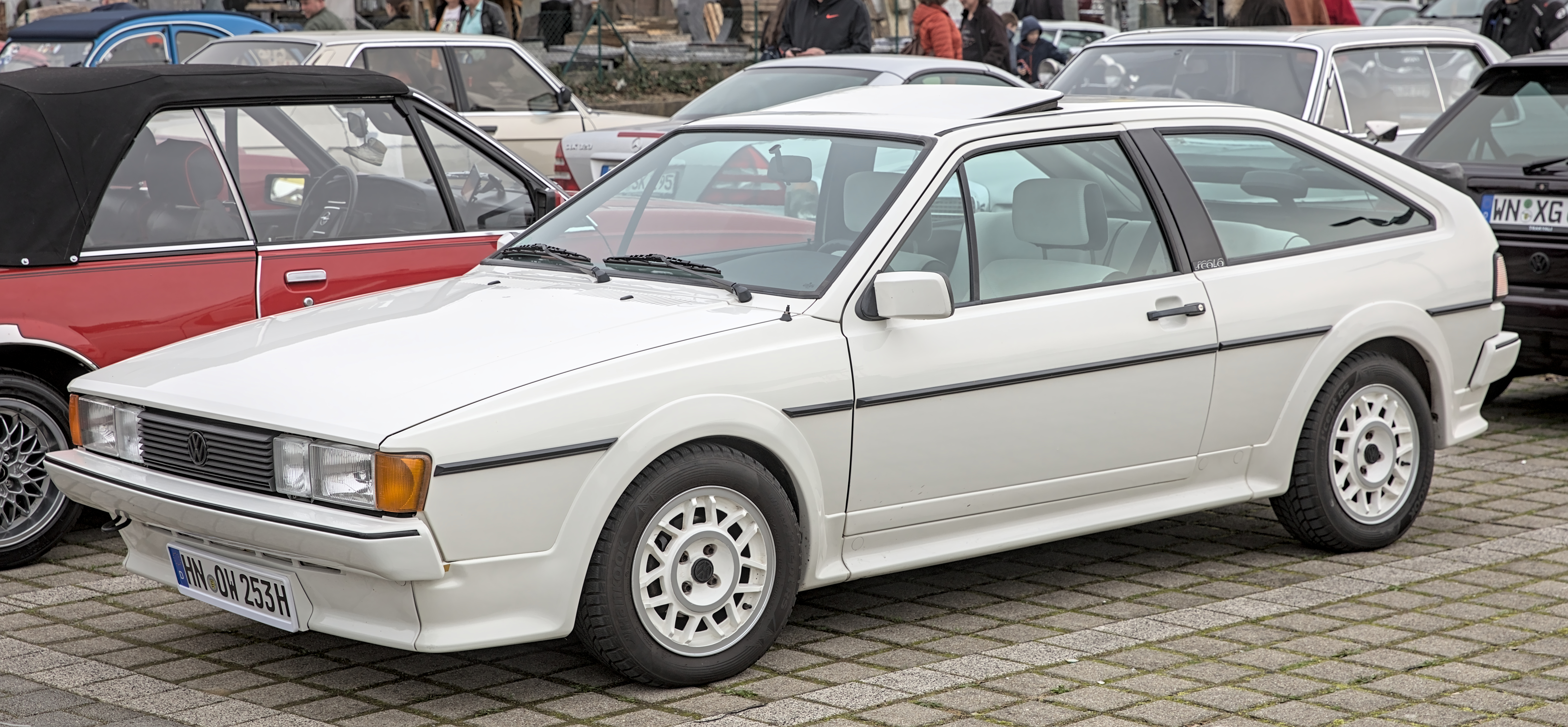
VW Scirocco als Sondermodell Scala (1986)
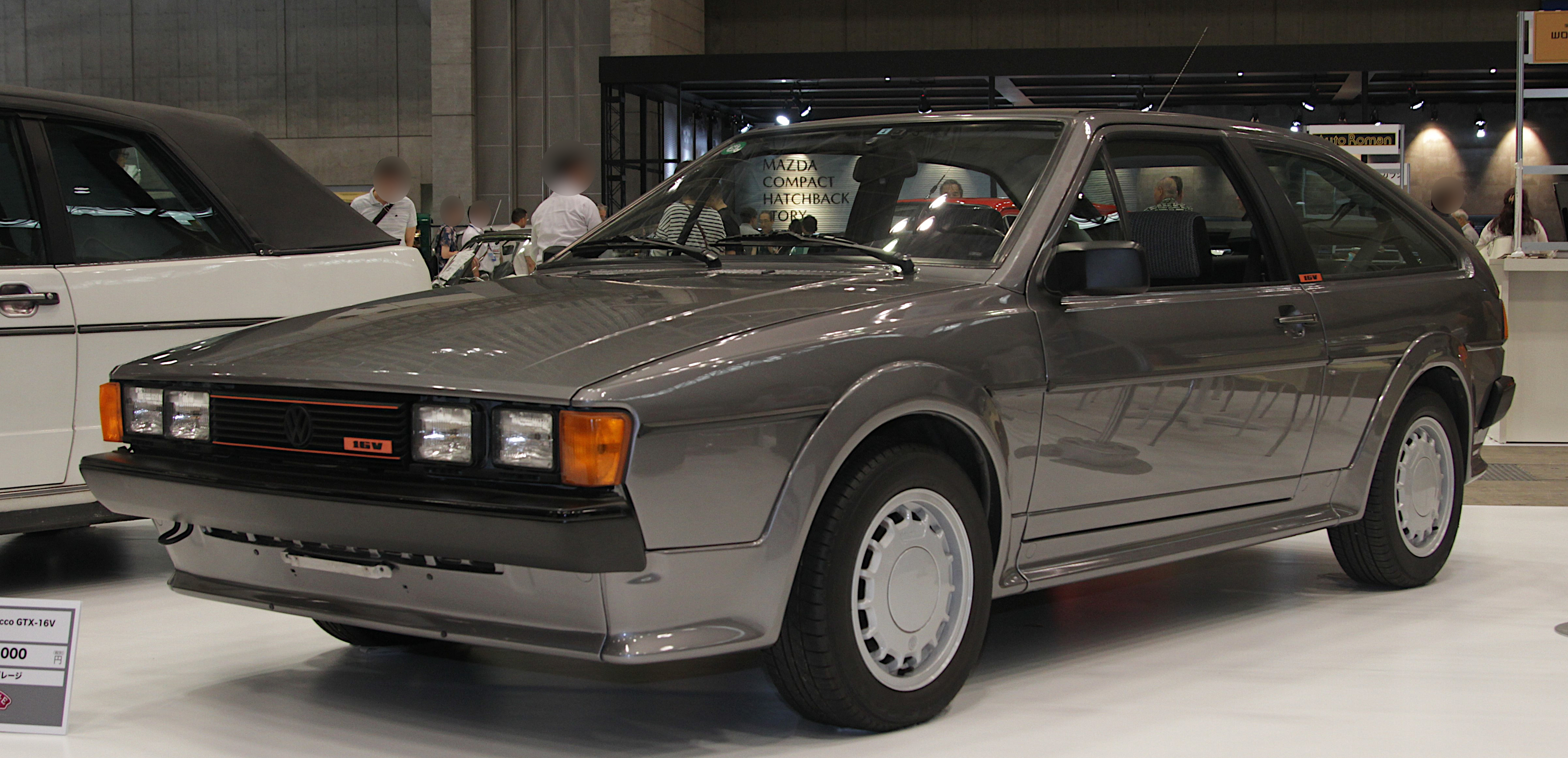
1988 Volkswagen Scirocco GTX 16V
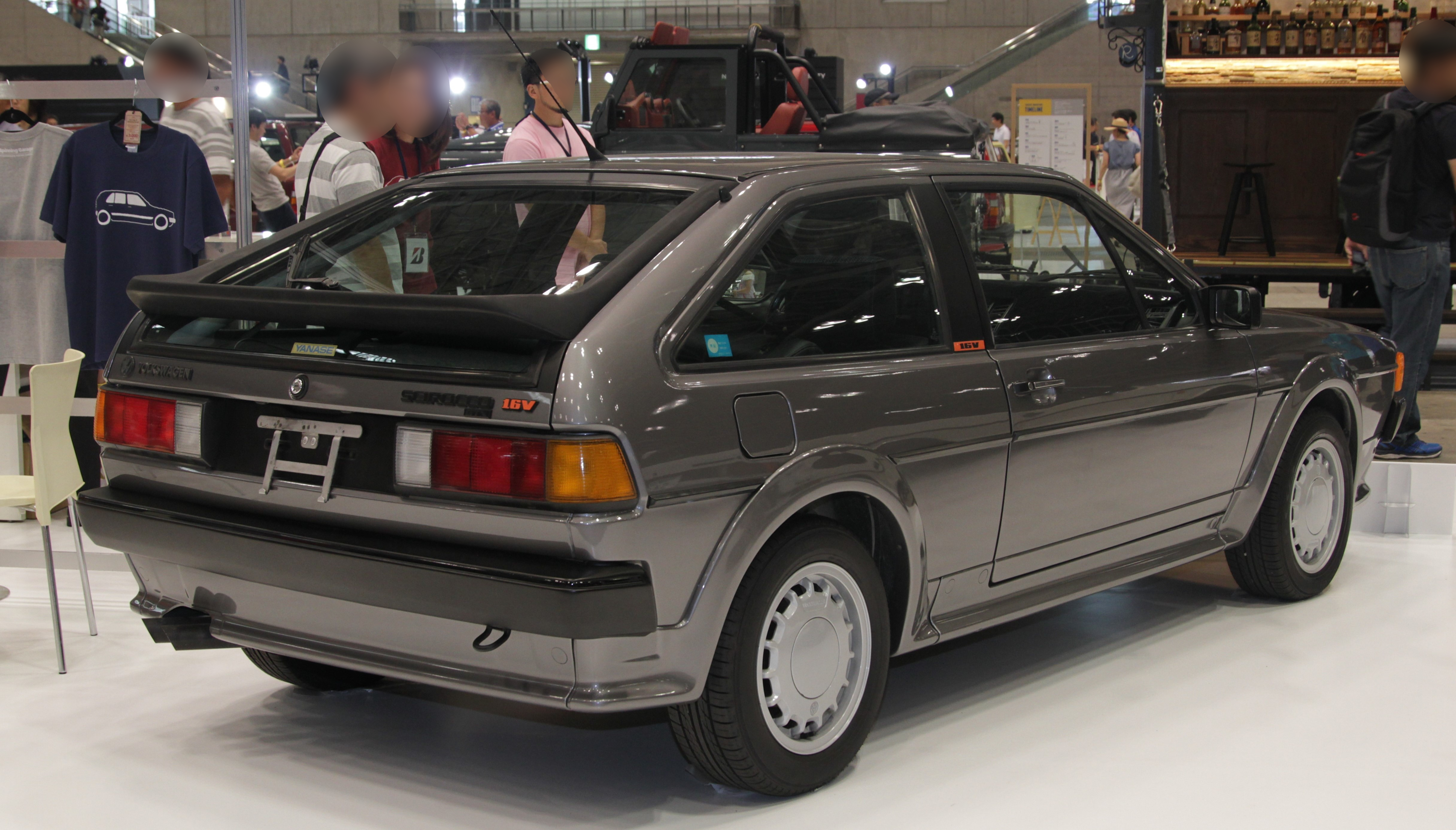
1988 Volkswagen Scirocco GTX 16V, Heckansicht

### Modellpflege
Im Herbst 1982 kam das Sondermodell Scirocco GTS in den Verkauf. Der GTS war anfangs (mit dem 63-kW-/85-PS-Motor) ab 19.450 DM erhältlich (entspricht inflationsbereinigt in heutiger Währung 22.900 Euro.) Ein Scirocco GTS mit 82 kW (112 PS) Leistung kostete 21.990 DM (1982) und war damit deutlich günstiger als die Serienmodelle GTi (23.835 DM) und GLi (23.550 DM) mit dem gleichen Motor.
1984 wurde die GTI von der GTX ergänzt, die mechanisch identisch war, aber sportlicher gestaltet wurde (doppelter Heckspoiler, Leichtmetallfelgen, Seitenschweller, Frontspoiler, „Scirocco“-Aufkleber auf der Heckscheibe). 1986 wurde die GTX durch die GTI 16V abgelöst, die nahezu identisch in der Karosserie war, aber mit einem 16-Ventil-Motor mit 136 PS ausgestattet wurde. Dies war die letzte Weiterentwicklung des Modells Hawkins, das 1992 durch den Corrado ersetzt wurde. Die zweite Serie des VW Scirocco wurde in 291.000 Exemplaren gebaut.

## 16-Ventil-Motor

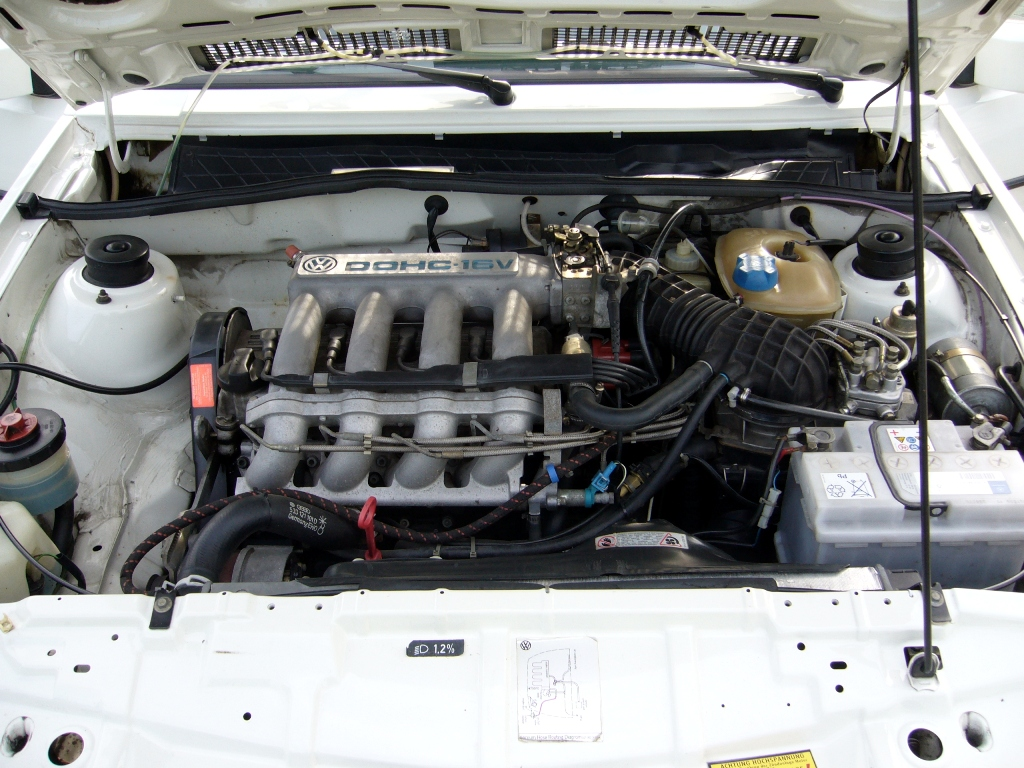
16V-Motor

Nach der Entwicklung eines 16-Ventil-Motors bei dem von VW und Karmann unabhängigen Tuning-Unternehmen Oettinger Performance, der im Herbst 1981 erschien, musste auch VW nachziehen. Ab August 1982 wurde der Hubraum des Einspritzers auf 1800 cm³ erhöht und das Motorenprogramm tiefgreifend technisch überarbeitet (Langhubmotoren). Die Wartungsintervalle wurden verlängert (15.000 km oder jährlich) und die Ausstattungs- und Motorenpalette gestrafft (1,3 l fiel weg, 1,6 l/51 kW (69 PS), 1,6 l/63 kW (86 PS) und 1,8-l-Einspritzer mit 82 kW [112 PS]).
Auf der Internationalen Automobil-Ausstellung in Frankfurt/Main zeigte VW 1983 einen 16-Ventil-Prototyp mit 102 kW (139 PS), der in Anlehnung an das Oettinger-Modell entstanden war (ab Juli 1985 im VW-Angebot). Das Fahrwerk war überarbeitet und mit verstärkten Gelenkwellen, Querlenkern, Stabilisatoren sowie Scheibenbremsen auch hinten dem neuen Leistungsniveau angepasst. Zur Senkung des Auftriebs war der Heckspoiler größer ausgelegt. Der Scirocco 16V mit 102 kW (139 PS) kostete anfangs 27.190 DM. Er beschleunigte in 8,1 Sekunden von 0 auf 100 km/h und erreichte eine Höchstgeschwindigkeit von 208 km/h.
Die Einführung des Scirocco 16V mit 102 kW (139 PS) im Juli 1985 brachte nur eine kurze Belebung der Nachfrage. Das 16V-Modell war ab Anfang 1986 mit geregeltem Katalysator und dann 95 kW (129 PS) Leistung erhältlich. In der Schweiz kam nur die Katalysator-Ausführung mit 95 kW (129 PS) auf den Markt.
Auch in den Jahren 1984 und 1985 war der Absatz mit 40.756 bzw. 34.058 Wagen unbefriedigend. Zwischen 1982 und 1986 erschienen verschiedene Sondermodelle wie der GTS (1982), der GTX (1984), der White Cat (1985), der Tropic (1986) oder der Scala (1986), zum Teil mit Rundum-Spoilersätzen und erweiterter Ausstattung. Trotzdem blieben die Verkaufszahlen niedrig. Während 1986 weltweit noch 33.000 verkauft wurden, sank die Zahl 1987 auf 26.000 Fahrzeuge. Zwischen 1990 und dem Produktionsende 1992 fanden nur noch 18.283 Scirocco einen Abnehmer.
Im Sommer 1988 wurde der Scirocco überarbeitet. Im Frühjahr 1989, ein knappes halbes Jahr nach dem Erscheinen des Corrado, wurde die Anzahl der Ausführungen und Wahlmöglichkeiten verringert (nur noch zwei Motoren: 1,6 l/53 kW (72 PS), Vergaser mit U-Kat und 1,8 l/70 kW (95 PS), Einspritzer mit Katalysator), aber gleichzeitig das Sondermodell „Scala“ wieder neu aufgelegt. 1990 kam nochmals der 16V ins Programm – wegen der Leistungs-Lücke zwischen dem Scirocco mit 70 kW (95 PS) und dem Corrado mit 118 kW (160 PS), mit positiven Auswirkungen auf die Verkaufszahlen; die 53-kW-Version (72 PS) entfiel. Bis zum Produktionsende im September 1992 blieben noch der Scirocco GT II (nicht für die Schweiz) und der Scirocco Scala (bis August 1991) im Angebot.
Nach 291.497 gebauten Exemplaren lief am 7. September 1992 in Osnabrück der letzte Scirocco II vom Band.

### Trivia
Einige Teile des VW Scirocco II wurden von britischen Automobilherstellern für ihre Serienproduktion übernommen: Die Rückleuchten des Scirocco wurden beim Aston Martin Virage verwendet, die Frontscheinwerfer dagegen beim Bristol Britannia.

## Modellvarianten
Scirocco II, Typ 53B
| - Scirocco L - Scirocco CL - Scirocco LS - Scirocco GL - Scirocco GLi - Scirocco GLS | - Scirocco GLX - Scirocco GTX - Scirocco GTS - Scirocco GT - Scirocco GT II - Scirocco GTi - Scirocco GTL |

Scirocco II, Sondermodelle
| Modell                             | Baujahr   | Stückzahl | Änderungen |
| ---------------------------------- | --------- | --------- | --- |
| Scirocco GT                        | 1981–1989 | ?         | SCIROCCO GT (ab 1985 auch als 16V), sportliche Variante des „Wüstenwindes“. Hatte zuerst den Grill mit den roten Streifen oben und unten, danach hatten es die GTX und gegen Ende nur noch die 16V-Modellvarianten. Anfangs mit Einarmwischer und GT-Scheinwerfer (gleich große Rechteckscheinwerfer), später dann mit Breitbandscheinwerfer, ab 1983 Basisversion für alle Sondermodelle. |
| Scirocco GT                        | 1985      | 1         | SCIROCCO GT - Sondermodell der Willhelm Karmann GmbH speziell zur Ausstellung auf der IAA 1985 angefertigt, kein SERIENMODELL - Stückzahl gebaut (gesamt): 1 Seriennummer im Motorraum auf Plakette: „0000001“ Dieses Auto befindet sich seit 1987 in Privatbesitz und wurde übernommen von Helmut Ukena, dem ehemaligen Verkaufs-Chef der Willhelm Karmann GmbH. |
| Scirocco GTS                       | 1982–1985 | 18.920    | Das erste Sondermodell des Scirocco II. Es gab ihn in den Farben Marsrot (LA3A), Kometenblau Met. (LB5V), Diamantsilber Met. (L96A), Cosmosblau Met. (LK5Y), Papyrusgrün Met. (LB6V) mit Stoffsitzbezügen Regenbogen in grau/schwarz. Auffällig waren die seitlichen Dekorstreifen mit dem Schriftzug „GTS“. Der Kühlergrill mit den Halogen-Breitbandscheinwerfern wurde vom CL übernommen. Typisch für ihn war auch der Schaltknauf im Golfball-Design. Code: S705. |
| Scirocco Cheetah                   | 1983      | 1         | Ein für den Genfer Automobil Salon 1984 gebautes Sondermodell mit Vollausstattung und Veränderungen, die erst später in das Serienmodell einflossen. In die Serienproduktion ging der Cheetah nicht. Er besaß eine weiße Perlmuttlackierung, weiß lackierte Stoßfänger und einen von Kamei entwickelten Spoilersatz der X1-Serie. Er zeigte bereits den Doppelwischer, der im Modelljahr 1984 beim Serien-Scirocco zur Ausstattung gehörte. Weitere Sonderausstattungen waren: Stahl-Schiebe-Hubdach, grüne Wärmeschutzverglasung, elektrisch verstellbare und beheizbare Außenspiegel, Scheinwerferreinigungsanlage, Nebelscheinwerfer und Alufelgen des belgischen Herstellers Lemmerz für Michelin-TRX-Bereifung. Im Innenraum befinden sich eine handgenähte Echtleder-Vollausstattung in kräftigem rot, höhenverstellbare Sportsitze mit Sitzheizung, geteilt klappbare Rückbank, Stereo-Cassetten-Radio, Klimaanlage, elektrische Fensterheber, Zentralverriegelung und Automatikgetriebe. Die Ausstattungsmerkmale waren für diese Zeit außergewöhnlich luxuriös. |
| Scirocco USA Rundumspoiler         | 1983      | 505       | Code: S729 |
| Scirocco Inland Rundumspoiler      | 1983–1984 | 9472      | Code: S734 |
| Scirocco USA Kanada                | 1983      | 6464      | Code: S736 |
| Scirocco ohne Bezeichnung          | 1983–1984 | 16.265    | Code: S718 |
| Scirocco ohne Bezeichnung          | 1984      | 4099      | Code: S706 |
| Scirocco White Cat                 | 1985      | 2400      | Nur in alpinweißer Lackierung (L90E). Zahlreiche weiße Querstreifen auf den Rückleuchten vermitteln den optischen Eindruck, sie seien weiß. Zender-Heckflügel, Verspoilerung und Stoßfänger in Wagenfarbe, bis zum Erscheinen des 16V der Einzige mit serienmäßiger Dachantenne. Auch das graue Stoffmuster war unverwechselbar (weiß gab es nur beim Scala), Design-Schattenstreifen |
| Scirocco Tropic                    | 1986      | 2622      | In zwei tropischen Farbvariationen: Madisontürkis Metallic (LK6T) und Kiwibraun Metallic (LP6V). Die Innenausstattung hatte ein spezielles Längsstreifen-Design in Oliv-Türkis aus Baumwollstoff. Dazu gab es Colorverglasung und auf die Außenfarbe abgestimmte Alufelgen, Code: S712 |
| Scirocco Storm                     | 1984      | 605       | Nur für den britischen Markt produziert und ausschließlich dort als Rechtslenker vertrieben. Es gab nur 600 Stück, 300 in den Farben cosmosblau (LK5Y) mit dunkelblauer Ausstattung und 300 in havannabraun (LK8Y) mit hellbeiger Lederausstattung, serienmäßig mit Scheinwerferreinigungsanlage, Storm Logo Kühlergrill und Heck (gecleante Heckklappe) sowie Karmann-Embleme an den B-Säulen. Code: S719 |
| Scirocco GTX                       | 1983–1989 | 18.920    | Scirocco GTX (ab 1985 auch als 16V). Bessere Ausstattungsvariante des GT. Im ersten Modelljahr mit dem schon beim WHITE CAT bewährten Zender-Heckflügel und Kamei-X1-Aerodynamik-Paket, welches ab Juni 1984 durch eine VW-eigene Verspoilerung ersetzt wurde. Später Verspoilerung auch in Wagenfarbe. Der 16V hatte serienmäßig eine Dachantenne. Der GTX hat außerdem eine über Zündung geschaltete Handschuhfachleuchte, die jedoch bei jedem Modell vorbereitet ist. |
| Scirocco Scala                     | 1986–1991 | 18.875    | Scirocco Scala (in der Schweiz als 16V erhältlich). In den Farben Paprikarot (LK3A), Inkablau Metallic (LK5TK), Alpinweiß (L90E), Heliosblau Metallic (LA5Y) und Saphir Metallic (LY5V) angeboten. Dazu gab es auf die Außenfarbe abgestimmte Polster. Der in Wagenfarbe lackierte Rundumspoilersatz gehörte zur Ausstattung, Code: S708 |
| Scirocco Slegato                   | 1986      | 127       | Für den kanadischen Markt produziert und ausschließlich dort vertrieben. Es gab ihn nur in den Farben Paprikarot (LK3A) und Heliosblau Metallic (LA5Y). Die Sitze sind auf die Außenfarbe abgestimmt in rot oder blau mit serienmäßiger Sitzheizung, Code: S701 |
| Scirocco Wolfsburg Limited Edition | 1983–1986 | ?         | Ein besonders ausstattungsreiches Sondermodell für den US-Markt, wurde ausschließlich dort vertrieben. Es gab nur die Farben schwarz, rot und silber. Zur Ausstattung zählten Teilledersitze. |
| Scirocco GT II                     | 1989–1992 | 18.947    | Scirocco GT II (1990, als 16V-Variante, kurzzeitig aus dem Programm genommen). Letztes gebautes Modell, gute Serienausstattung mit Stahlschiebedach, Colorverglasung, Servolenkung, höhenverstellbaren Sportsitzen. Das letzte Modelljahr zusätzlich mit Dreipunktgurten hinten und seitlichen Zusatzblinkern, Code: S713. |

Alle Angaben basieren auf den Daten des Karmann-Museums (Scirocco Zeitung 04/1997).
Optionen
Zum Scirocco 53B war verschiedenes Zubehör lieferbar:
- Schiebe-/Ausstelldach mit Windabweiser (M560)
- Halogen Nebelscheinwerfer (M659)
- Drehstromgenerator 90A (M621)
- Sitzheizung
- Servolenkung (M657)
- Verbandkasten- und Warndreieckhalterung (M082)
- Cassettenablagefach für Stereo-Radio (M423)
- Heckscheibenwischer-/Wascher mit Intervallschaltung (M425)
- Stereo-Cassetten-Radio Gerät „Alpha“, „Beta“ oder „Gamma“
- elektrische Fensterheber
- elektrisch verstellbare Außenspiegel
- Scheinwerfer-Reinigungsanlage
- Klimaanlage
- geteilte Rücksitzbank (bei gewissen Modellen)
- Sportpaket (bei Scala)
- Grünverglasung (bei Scala)

## Umbauten
Es gab auch verschiedene Unternehmen, die einen Umbau des Scirocco II zum Cabriolet anboten. Besonders zu nennen sind hier die Hornstein Autostyling GmbH (Volkertshausen) und Bieber (Borken). In der Sciroccozeitung „53“ 03/1994 findet sich ein Hinweis auf einen Cabrio-Umbau von Speedster. Auch bei Cabrio Design Ostermann-Germer (Overath) soll ein Cabrio des Scirocco II zumindest in Vorbereitung gewesen sein. Raffay Tuning und Stephan Wambach aus Hamburg boten Targa-Umbauten an. Wie viele Cabriolets und Targas aber letztlich produziert wurden und erhalten blieben, ist unbekannt. Weiter gab es zwei Versuchsfahrzeuge mit Bi-Motor von VW Motorsport sowie einen 16V-G60-Entwicklungsträger der VW-Forschung. Karmann baute zwei Prototypen eines Scirocco mit Targa-Dach, den Scirocco TR, in den Farben Gold und Silber.

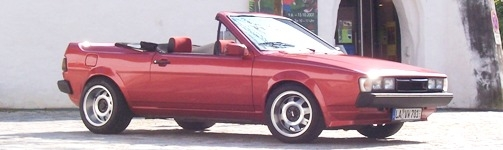
VW Scirocco II Cabrio (Bieber)
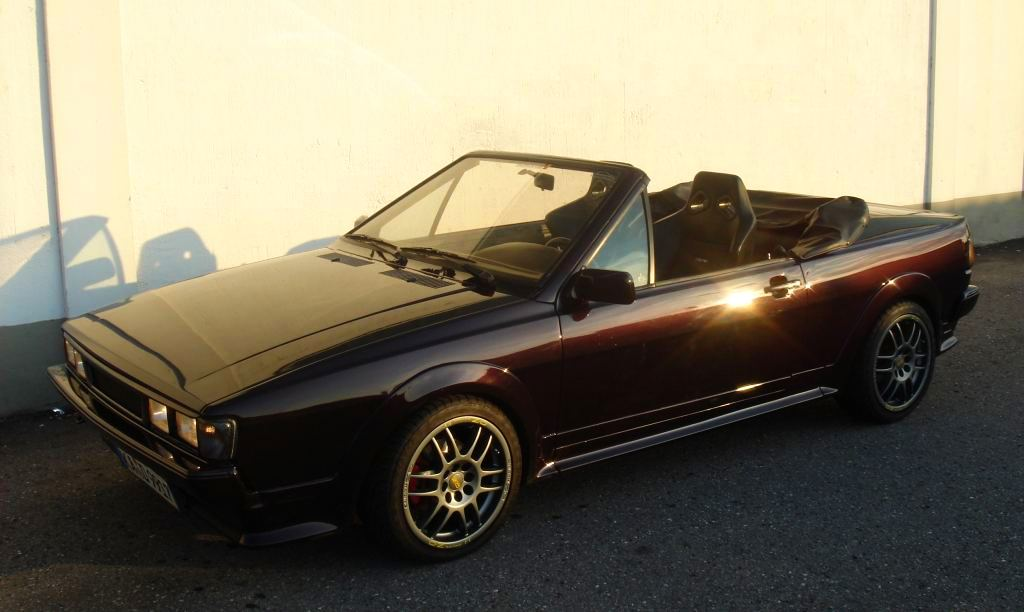
VW Scirocco II Cabrio (Hornstein)

## Motoren
- 1,3 Liter 1272 cm³ Hubraum, 44 kW/60 PS, Einfachvergaser Solex 34 PICT, Motorkennbuchstaben (MKB): GF
- 1,5 Liter 1457 cm³ Hubraum, 51 kW/70 PS, Einfachvergaser Pierburg 1B3, MKB: JB
- 1,6 Liter 1595 cm³ Hubraum, 53 kW/72 PS, Euro-Katalysator, elektronisch gesteuerter Registervergaser (Ecotronic) Pierburg 2E2, MKB: RE
- 1,6 Liter 1595 cm³ Hubraum, 55 kW/75 PS, elektronisch gesteuerter Registervergaser Pierburg 2E2, MKB: EW
- 1,6 Liter 1588 cm³ Hubraum, 63 kW/85 PS, Registervergaser Pierburg 2B5, MKB: FR
- 1,6 Liter 1588 cm³ Hubraum, 81 kW/110 PS, K-Jetronic, MKB: EG
- 1,8 Liter 1781 cm³ Hubraum, 66 kW/90 PS, geregelter Katalysator, elektronisch gesteuerter Registervergaser Pierburg 2E2, MKB: EX
- 1,8 Liter 1781 cm³ Hubraum, 70 kW/95 PS, geregelter Katalysator, KA-Jetronic, MKB: JH
- 1,8 Liter 1781 cm³ Hubraum, 82 kW/112 PS, K-Jetronic, MKB: DX
- 1,8 Liter 1781 cm³ Hubraum, 95 kW/129 PS (16V), geregelter Katalysator, KE-Jetronic, MKB: PL
- 1,8 Liter 1781 cm³ Hubraum, 102 kW/139 PS (16V), K-Jetronic, MKB: KR

Bei den Einspritzanlagen steht K für kontinuierliche Einspritzung, der Zusatz „A“ für „Angesteuert“ (siehe Dieter Korp: Jetzt helfe ich mir selbst. Bd. 145), E für elektronisch.

## Technische Daten
| VW Scirocco                         | 1.3 | 1.5 | 1.6 | 1.6 | 1.6 Kat | 1.8 | 1.8 Kat | GTI | GTX | GTX 16V | GTX 16V Kat/GT II |              |
| ----------------------------------- | --- | --- | --- | --- | --- | --- | --- | --- | --- | --- | --- | ------------ |
| Bauzeit                             | 03/1981–07/1982 | 03/1981–07/1982 | 03/1981–07/1983 | 08/1983–12/1988 | 04/1986–07/1990 | 08/1983–12/1988 | 11/1985–09/1992 | 03/1981–07/1982 | 08/1982–12/1989 | 07/1985–07/1989 | 04/1986–09/1992 |              |
| Motor                               | 4-Zylinder-Reihenmotor (Viertakt)                                                                                    | 4-Zylinder-Reihenmotor (Viertakt)                                                                                    | 4-Zylinder-Reihenmotor (Viertakt)                                                                                    | 4-Zylinder-Reihenmotor (Viertakt)                                                                                    | 4-Zylinder-Reihenmotor (Viertakt)                                                                                    | 4-Zylinder-Reihenmotor (Viertakt)                                                                                    | 4-Zylinder-Reihenmotor (Viertakt)                                                                                    | 4-Zylinder-Reihenmotor (Viertakt)                                                                                    | 4-Zylinder-Reihenmotor (Viertakt)                                                                                    | 4-Zylinder-Reihenmotor (Viertakt)                                                                                    | 4-Zylinder-Reihenmotor (Viertakt)                                                                                    |              |
| Hubraum                             | 1272 cm³ | 1457 cm³ | 1588 cm³ | 1595 cm³ | 1595 cm³ | 1781 cm³ | 1781 cm³ | 1588 cm³ | 1781 cm³ | 1781 cm³ | 1781 cm³ |              |
| Bohrung × Hub                       | 75 × 72 mm | 79,5 × 73,4 mm | 79,5 × 80 mm | 81 × 77,4 mm | 81 × 77,4 mm | 81 × 86,4 mm | 81 × 86,4 mm | 79,5 × 80 mm | 81 × 86,4 mm | 81 × 86,4 mm | 81 × 86,4 mm | 81 × 86,4 mm |
| Leistung bei 1/min                  | 44 kW (60 PS) bei 5600                                                                                               | 51 kW (70 PS) bei 5600                                                                                               | 63 kW (85 PS) bei 5600                                                                                               | 55 kW (75 PS) bei 5000                                                                                               | 53 kW (72 PS) bei 5200                                                                                               | 66 kW (90 PS) bei 5200                                                                                               | 70 kW (95 PS) bei 5500                                                                                               | 81 kW (110 PS) bei 6100                                                                                              | 82 kW (112 PS) bei 5800                                                                                              | 102 kW (139 PS) bei 6100                                                                                             | 95 kW (129 PS) bei 5800                                                                                              |              |
| Max. Drehmoment bei 1/min           | 93 Nm bei 3400 | 108 Nm bei 2500 | 122 Nm bei 3800 | 125 Nm bei 2500 | 118 Nm bei 2700 | 145 Nm bei 3300 | 139 Nm bei 3000 | 137 Nm bei 5000 | 159 Nm bei 4000 | 168 Nm bei 4600 | 168 Nm bei 4250 |              |
| Gemischaufbereitung                 | 1 Fallstrom-Vergaser Solex 34                                                                                        | 1 Fallstrom-Vergaser Solex 34                                                                                        | 1 Fallstrom-Registervergaser Solex                                                                                   | 1 Fallstrom-Registervergaser Solex                                                                                   | 1 Fallstrom-Registervergaser Solex                                                                                   | 1 Fallstrom-Registervergaser Solex                                                                                   | Mechanische Einspritzung (Bosch K-Jetronic)                                                                          | Mechanische Einspritzung (Bosch K-Jetronic)                                                                          | Mechanische Einspritzung (Bosch K-Jetronic)                                                                          | Mechanische Einspritzung (Bosch K-Jetronic)                                                                          | Mechanisch-Elektronische Einspritzung (Bosch KE-Jetronic)                                                            |              |
| Ventilsteuerung                     | OHC, Zahnriemen | OHC, Zahnriemen | OHC, Zahnriemen | OHC, Zahnriemen | OHC, Zahnriemen | OHC, Zahnriemen | OHC, Zahnriemen | OHC, Zahnriemen | OHC, Zahnriemen | DOHC, Zahnriemen | DOHC, Zahnriemen |              |
| Kühlung                             | Wasserkühlung | Wasserkühlung | Wasserkühlung | Wasserkühlung | Wasserkühlung | Wasserkühlung | Wasserkühlung | Wasserkühlung | Wasserkühlung | Wasserkühlung | Wasserkühlung |              |
| Getriebe                            | 5-Gang-Getriebe (70/72/75/85 PS 4- oder 5-Gang-Getriebe, ab 90 PS nur 5-Gang) a.W. für 70–95 PS Dreistufen-Automatik | 5-Gang-Getriebe (70/72/75/85 PS 4- oder 5-Gang-Getriebe, ab 90 PS nur 5-Gang) a.W. für 70–95 PS Dreistufen-Automatik | 5-Gang-Getriebe (70/72/75/85 PS 4- oder 5-Gang-Getriebe, ab 90 PS nur 5-Gang) a.W. für 70–95 PS Dreistufen-Automatik | 5-Gang-Getriebe (70/72/75/85 PS 4- oder 5-Gang-Getriebe, ab 90 PS nur 5-Gang) a.W. für 70–95 PS Dreistufen-Automatik | 5-Gang-Getriebe (70/72/75/85 PS 4- oder 5-Gang-Getriebe, ab 90 PS nur 5-Gang) a.W. für 70–95 PS Dreistufen-Automatik | 5-Gang-Getriebe (70/72/75/85 PS 4- oder 5-Gang-Getriebe, ab 90 PS nur 5-Gang) a.W. für 70–95 PS Dreistufen-Automatik | 5-Gang-Getriebe (70/72/75/85 PS 4- oder 5-Gang-Getriebe, ab 90 PS nur 5-Gang) a.W. für 70–95 PS Dreistufen-Automatik | 5-Gang-Getriebe (70/72/75/85 PS 4- oder 5-Gang-Getriebe, ab 90 PS nur 5-Gang) a.W. für 70–95 PS Dreistufen-Automatik | 5-Gang-Getriebe (70/72/75/85 PS 4- oder 5-Gang-Getriebe, ab 90 PS nur 5-Gang) a.W. für 70–95 PS Dreistufen-Automatik | 5-Gang-Getriebe (70/72/75/85 PS 4- oder 5-Gang-Getriebe, ab 90 PS nur 5-Gang) a.W. für 70–95 PS Dreistufen-Automatik | 5-Gang-Getriebe (70/72/75/85 PS 4- oder 5-Gang-Getriebe, ab 90 PS nur 5-Gang) a.W. für 70–95 PS Dreistufen-Automatik |              |
| Antrieb                             | Frontantrieb | Frontantrieb | Frontantrieb | Frontantrieb | Frontantrieb | Frontantrieb | Frontantrieb | Frontantrieb | Frontantrieb | Frontantrieb | Frontantrieb |              |
| Radaufhängung vorn                  | MacPherson-Federbeine, Dreiecksquerlenker                                                                            | MacPherson-Federbeine, Dreiecksquerlenker                                                                            | MacPherson-Federbeine, Dreiecksquerlenker                                                                            | MacPherson-Federbeine, Dreiecksquerlenker                                                                            | MacPherson-Federbeine, Dreiecksquerlenker                                                                            | MacPherson-Federbeine, Dreiecksquerlenker                                                                            | MacPherson-Federbeine, Dreiecksquerlenker                                                                            | MacPherson-Federbeine, Dreiecksquerlenker                                                                            | MacPherson-Federbeine, Dreiecksquerlenker                                                                            | MacPherson-Federbeine, Dreiecksquerlenker                                                                            | MacPherson-Federbeine, Dreiecksquerlenker                                                                            |              |
| Radaufhängung hinten                | Verbundlenkerachse, Federbeine                                                                                       | Verbundlenkerachse, Federbeine                                                                                       | Verbundlenkerachse, Federbeine                                                                                       | Verbundlenkerachse, Federbeine                                                                                       | Verbundlenkerachse, Federbeine                                                                                       | Verbundlenkerachse, Federbeine                                                                                       | Verbundlenkerachse, Federbeine                                                                                       | Verbundlenkerachse, Federbeine                                                                                       | Verbundlenkerachse, Federbeine                                                                                       | Verbundlenkerachse, Federbeine                                                                                       | Verbundlenkerachse, Federbeine                                                                                       |              |
| Bremsen                             | Scheibenbremsen vorne (Ø 239 mm), Trommeln hinten                                                                    | Scheibenbremsen vorne (Ø 239 mm), Trommeln hinten                                                                    | Scheibenbremsen vorne (Ø 239 mm), Trommeln hinten                                                                    | Scheibenbremsen vorne (Ø 239 mm), Trommeln hinten                                                                    | Scheibenbremsen vorne (Ø 239 mm), Trommeln hinten                                                                    | Scheibenbremsen vorne (Ø 239 mm), Trommeln hinten                                                                    | Scheibenbremsen vorne (Ø 239 mm), Trommeln hinten                                                                    | Scheibenbremsen vorne (Ø 239 mm), Trommeln hinten                                                                    | Scheibenbremsen vorne (Ø 239 mm), Trommeln hinten                                                                    | Scheibenbremsen rundum (Ø vorne 256 mm, hinten 226 mm)                                                               | Scheibenbremsen rundum (Ø vorne 256 mm, hinten 226 mm)                                                               |              |
| Lenkung                             | Zahnstangenlenkung                                                                                                   | Zahnstangenlenkung                                                                                                   | Zahnstangenlenkung                                                                                                   | Zahnstangenlenkung                                                                                                   | Zahnstangenlenkung                                                                                                   | Zahnstangenlenkung                                                                                                   | Zahnstangenlenkung                                                                                                   | Zahnstangenlenkung                                                                                                   | Zahnstangenlenkung                                                                                                   | Zahnstangenlenkung                                                                                                   | Zahnstangenlenkung                                                                                                   |              |
| Karosserie                          | Stahlblech, selbsttragend                                                                                            | Stahlblech, selbsttragend                                                                                            | Stahlblech, selbsttragend                                                                                            | Stahlblech, selbsttragend                                                                                            | Stahlblech, selbsttragend                                                                                            | Stahlblech, selbsttragend                                                                                            | Stahlblech, selbsttragend                                                                                            | Stahlblech, selbsttragend                                                                                            | Stahlblech, selbsttragend                                                                                            | Stahlblech, selbsttragend                                                                                            | Stahlblech, selbsttragend                                                                                            |              |
| Spurweite vorn/hinten               | 1390/1358 mm (GTI und spätere Modelle ab 1984: 1404/1372 mm)                                                         | 1390/1358 mm (GTI und spätere Modelle ab 1984: 1404/1372 mm)                                                         | 1390/1358 mm (GTI und spätere Modelle ab 1984: 1404/1372 mm)                                                         | 1390/1358 mm (GTI und spätere Modelle ab 1984: 1404/1372 mm)                                                         | 1390/1358 mm (GTI und spätere Modelle ab 1984: 1404/1372 mm)                                                         | 1390/1358 mm (GTI und spätere Modelle ab 1984: 1404/1372 mm)                                                         | 1390/1358 mm (GTI und spätere Modelle ab 1984: 1404/1372 mm)                                                         | 1390/1358 mm (GTI und spätere Modelle ab 1984: 1404/1372 mm)                                                         | 1390/1358 mm (GTI und spätere Modelle ab 1984: 1404/1372 mm)                                                         | 1390/1358 mm (GTI und spätere Modelle ab 1984: 1404/1372 mm)                                                         | 1390/1358 mm (GTI und spätere Modelle ab 1984: 1404/1372 mm)                                                         |              |
| Radstand                            | 2400 mm | 2400 mm | 2400 mm | 2400 mm | 2400 mm | 2400 mm | 2400 mm | 2400 mm | 2400 mm | 2400 mm | 2400 mm |              |
| Länge                               | 4050 mm | 4050 mm | 4050 mm | 4050 mm | 4050 mm | 4050 mm | 4050 mm | 4050 mm | 4050 mm | 4050 mm | 4050 mm |              |
| Leergewicht                         | 830–1000 kg | 830–1000 kg | 830–1000 kg | 830–1000 kg | 830–1000 kg | 830–1000 kg | 830–1000 kg | 830–1000 kg | 830–1000 kg | 830–1000 kg | 830–1000 kg |              |
| Höchstgeschwindigkeit               | 156 km/h | 159–164 km/h | 169–174 km/h | 162–167 km/h | 159–164 km/h | 173–178 km/h | 176–182 km/h | 190 km/h | 191 km/h | 204 km/h | 200 km/h |              |
| 0–100 km/h                          | 14,5 s | 13,5–15,5 | 12–14 s | 12,5–14,5 s | 13–15 s | 10,5–12,5 s | 10–11,5 s | 9,5–10 s | 9,5 s | 8,1 s | 8,5 s |              |
| Verbrauch (Liter/100 Kilometer) (1) | 7,5–9,5 N | 8,0–10,0 N | 8,0–10,0 N | 8,5–10,0 N | 9,0–10,0 N | 9,0–11,0 S | 8,0–10,0 S | 10,5 S | 10,5 S | 10,5 S | 11,0 S |              |

## Produktionszahlen Scirocco
Gesamtproduktion 291.651 Fahrzeuge von 1981 bis 1992

| Jahr | 1981   | 1982   | 1983   | 1984   | 1985   | 1986   | 1987   | 1988   | 1989  | 1990  | 1991  | 1992  | Summe   |
| ---- | ------ | ------ | ------ | ------ | ------ | ------ | ------ | ------ | ----- | ----- | ----- | ----- | ------- |
|      | 39.348 | 45.349 | 43.480 | 34.029 | 33.674 | 32.964 | 23.013 | 13.606 | 8.865 | 7.970 | 6.036 | 3.317 | 291.651 |